# Kathedraal van Toul
De Kathedraal van Toul (Frans: Cathédrale Saint-Étienne de Toul) is een rooms-katholieke kathedraal, gelegen in Toul, Lotharingen. De huidige kathedraal is gebouwd in de 13e eeuw en is gewijd aan de heilige Stefanus (Saint-Étienne). Voorheen diende de kathedraal als zetel van de bisschop van Toul. Sinds 1824 vormt de kathedraal samen met die van Nancy de zetel van het bisdom Nancy-Toul.
Kenmerkend aan het kerkgebouw is de gotische stijl. Ook heeft de kathedraal een bijzonder grote kloostergang. 

## Galerij

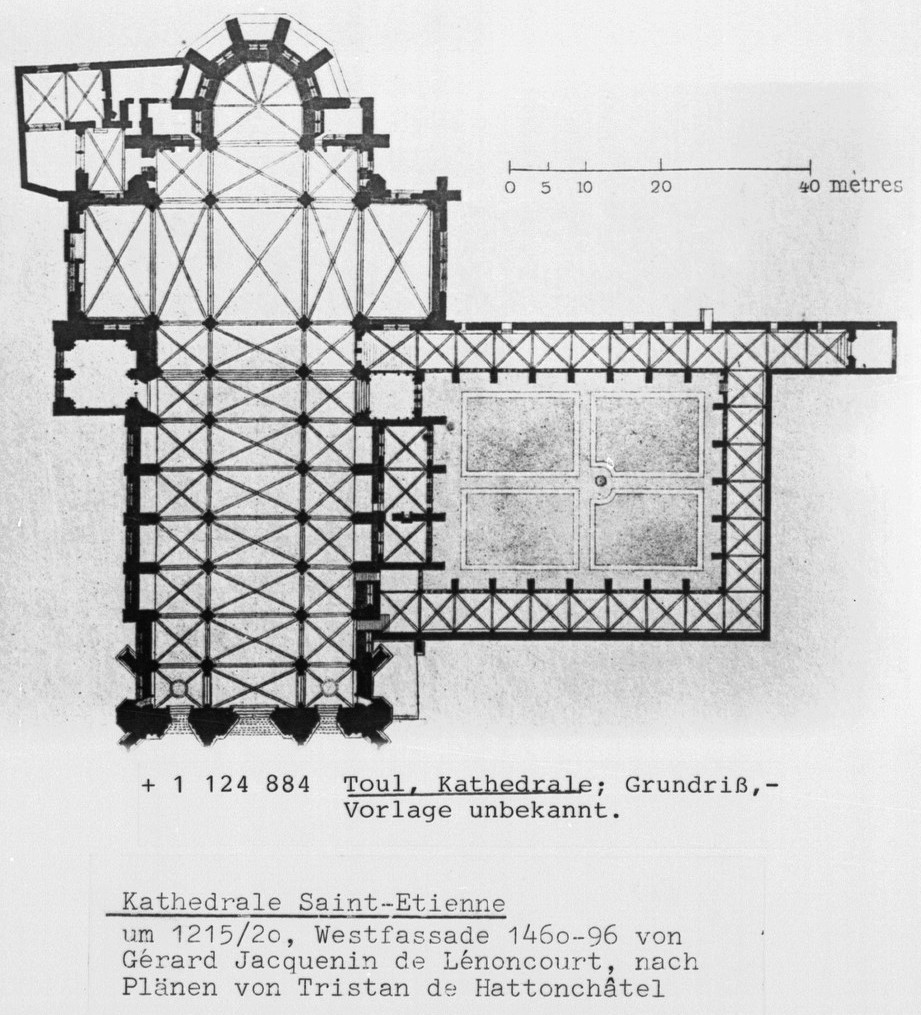
Plattegrond van de kathedraal
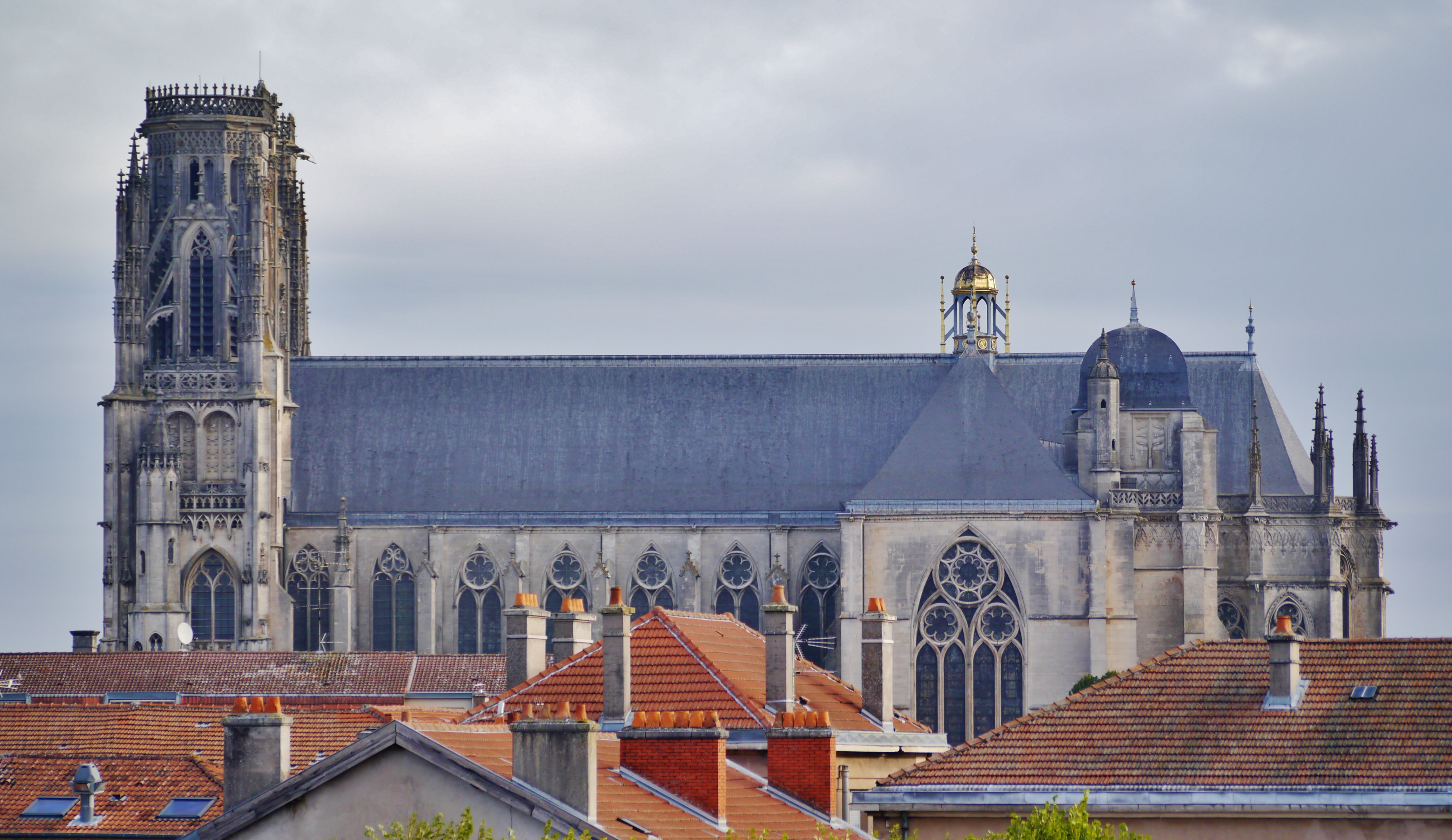
Zijgevel van de kathedraal
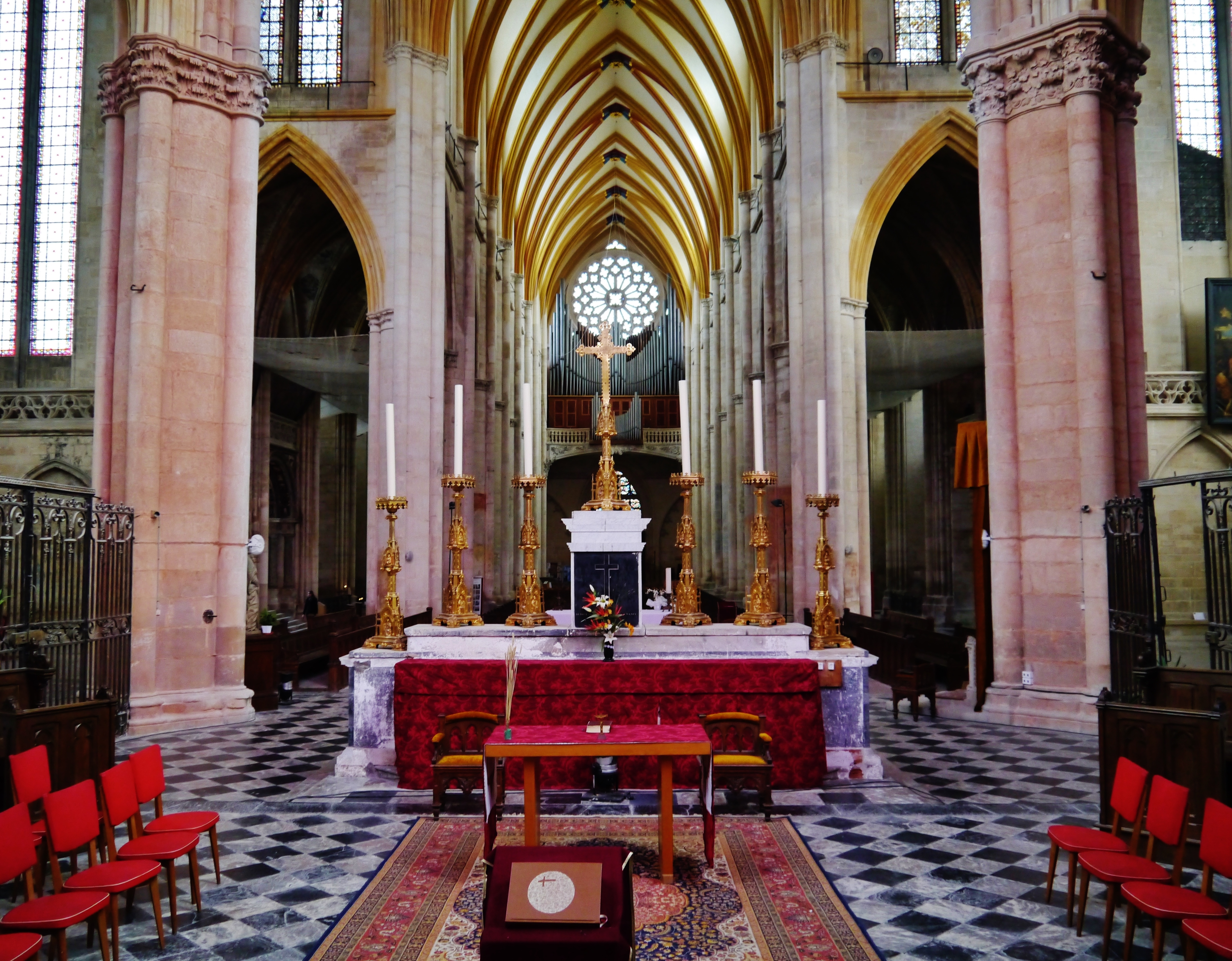
Het priesterkoor
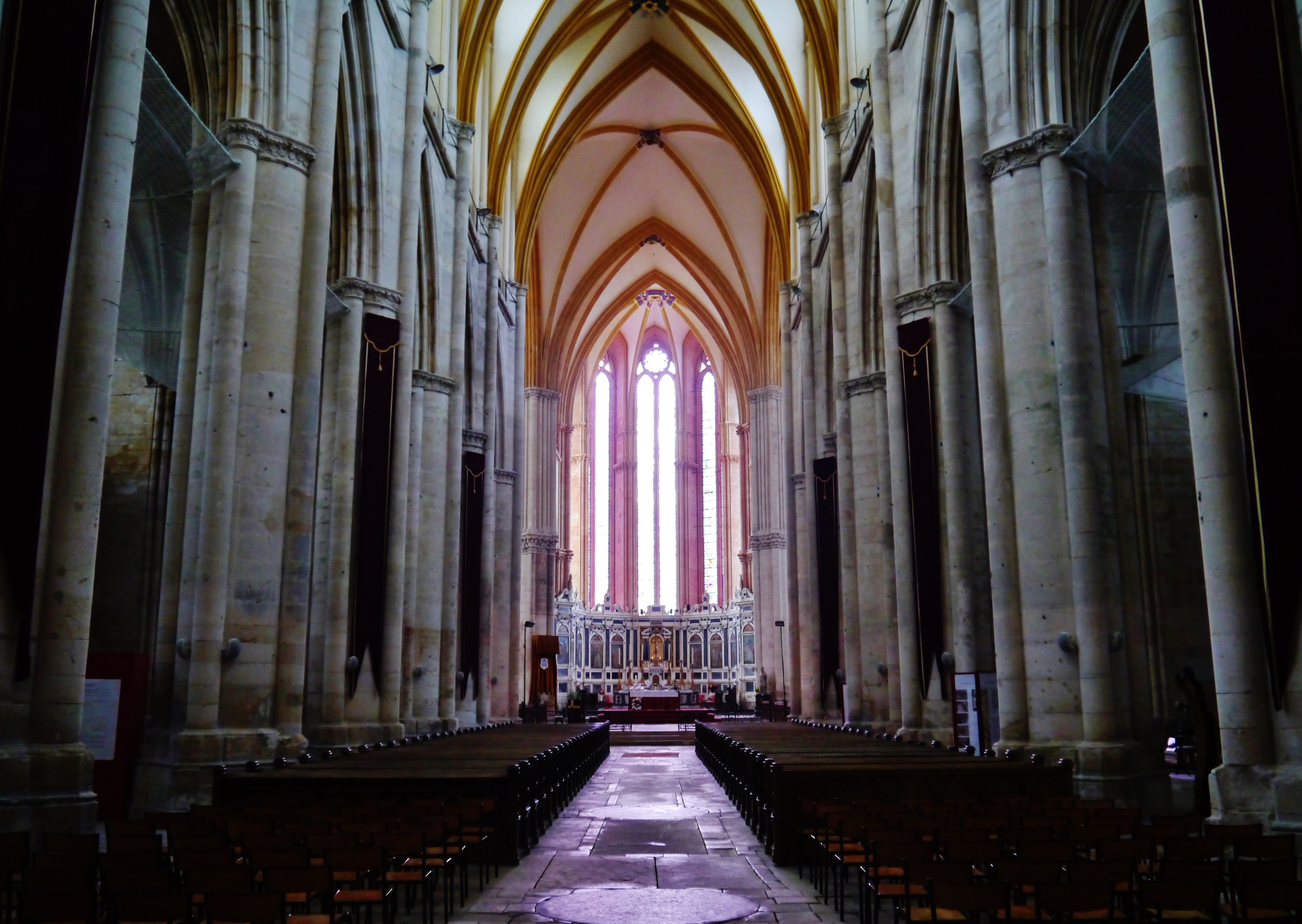
Het middenschip
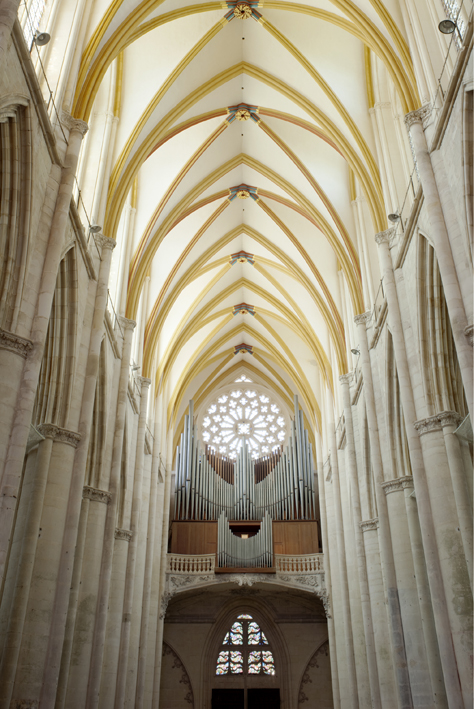
Het orgel
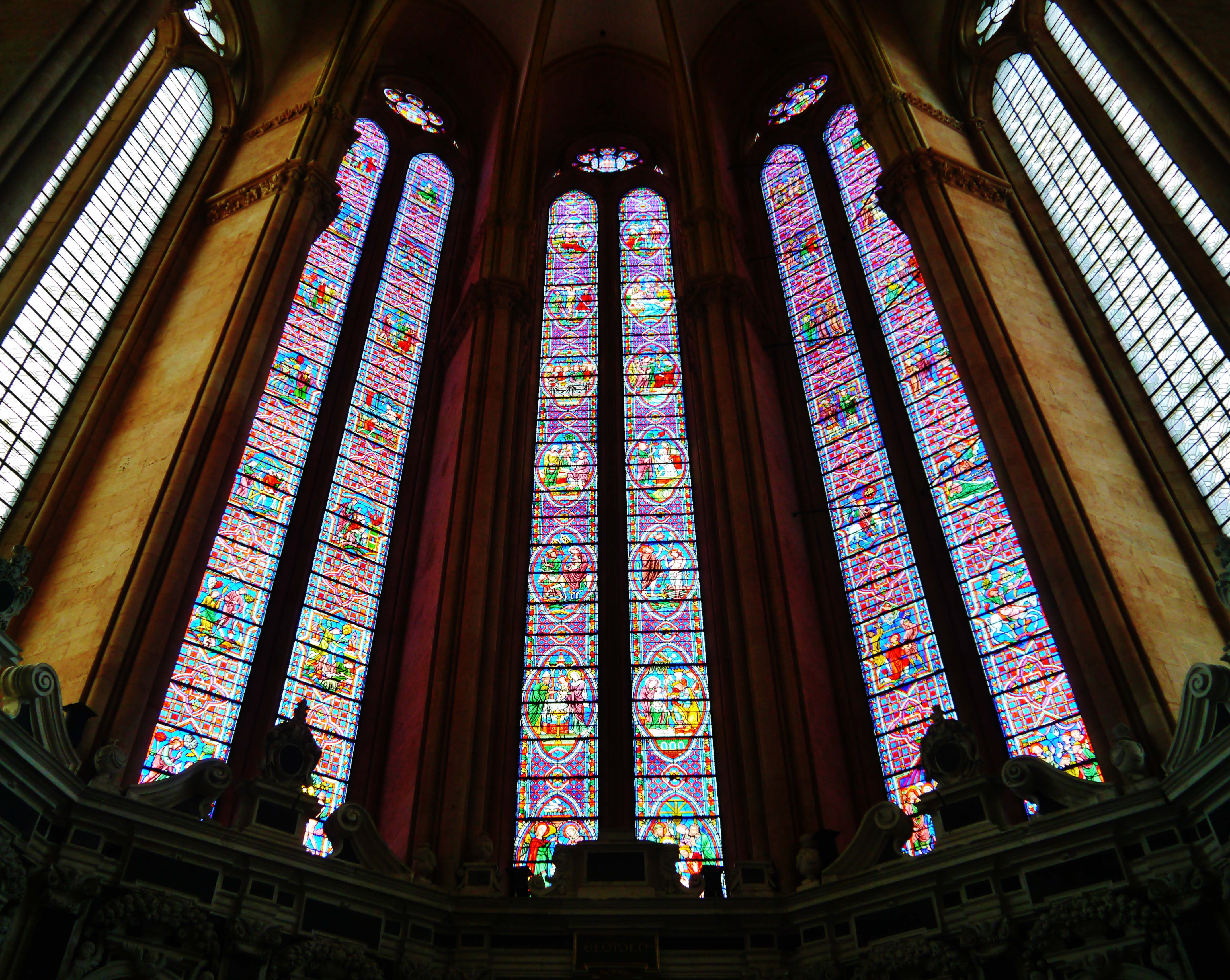
Glas-in-loodramen
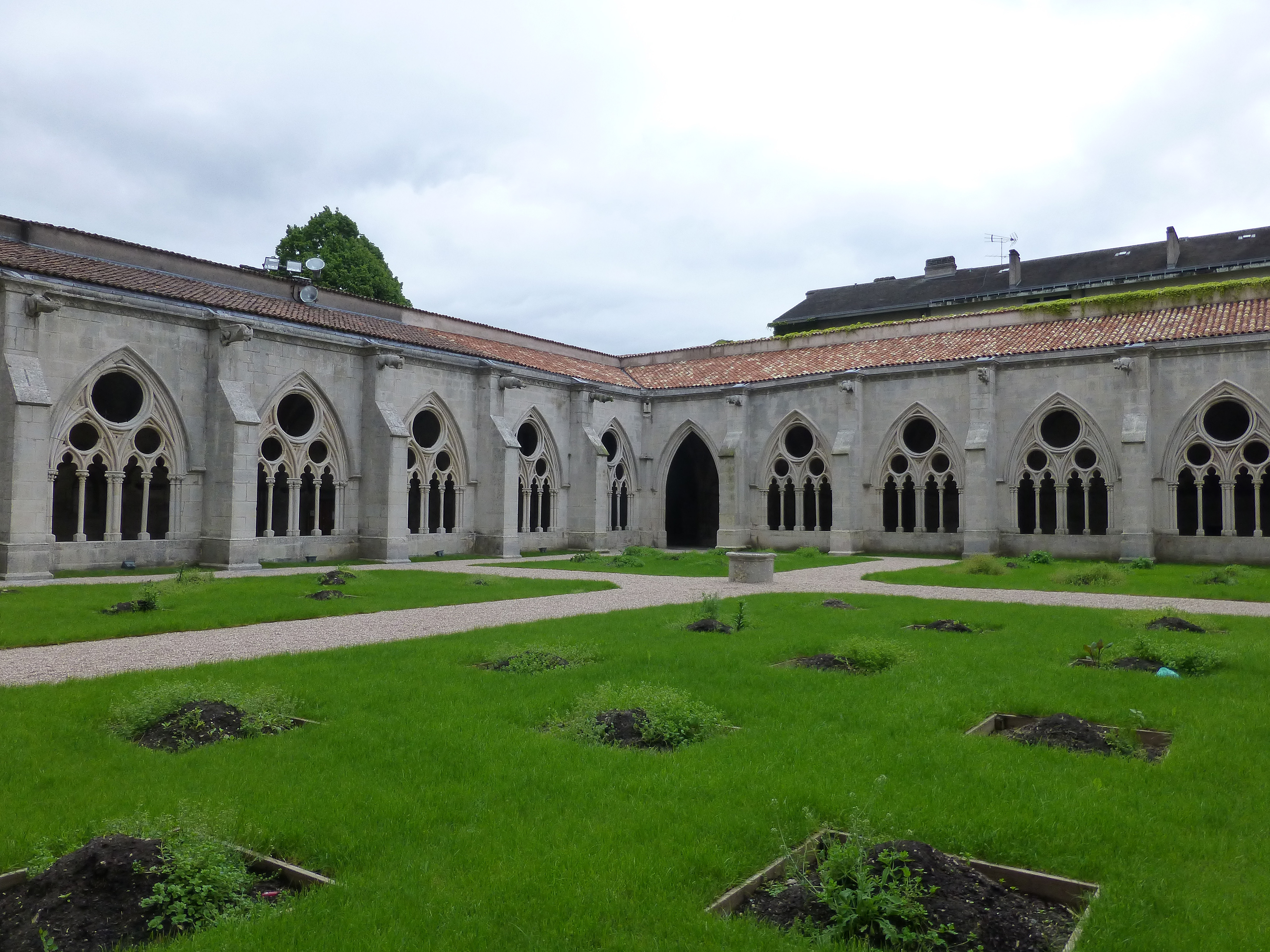
Klooster